# 클라우스 이오하니스
클라우스 베르네르 이오하니스(루마니아어: Klaus Werner Iohannis [joˈhanis];[*], 독일어: Klaus Werner Johannis [joˈhanɪs][*], 문화어: 클라우스 요한니스, 1957년 6월 13일~)는 루마니아의 정치인이다. 2014년부터 2025년까지 루마니아의 대통령을 역임했다.

## 생애
1959년 루마니아 시비우의 트란실바니아 작센인 가문에서 태어났다. 정치에 입문하기 전에는 물리 교사와 장학사(奬學士)를 하였다.
2000년, '루마니아 독일인 민주포럼' 소속으로 고향인 시비우의 민선(民選) 시장이 되었다. 시비우에서 한때 다수를 차지했던 독일인 화자들의 수가 크게 쇠퇴하였지만, 2004년에 놀랍게도 큰 표 차이로 재선하였고, 2008년, 2012년까지 4선에 성공했다. 이오하니스는 시비우를 루마니아 제일의 관광도시 중 하나로 만들었고, 2007년에는 유럽의 문화수도로 지정되었다. 2013년 2월 국민자유당에 입당하였으며 곧 부총재가 되었고, 이듬해 당 총재가 되었다. 2014년에 있었던 대통령 선거에서 당선되어 루마니아 역사상 최초의 독일계 대통령이 되었다.

## 역대 선거 결과
| 선거명      | 직책명            | 대수 | 정당                     | 1차 득표율 | 1차 득표수  | 2차 득표율 | 2차 득표수  | 결과 | 당락             |
| ----------- | ----------------- | ---- | ------------------------ | ---------- | ----------- | ---------- | ----------- | ---- | ---------------- |
| 2000년 선거 | 시비우 시장       | -대  | 루마니아 독일인 민주포럼 | 33.10%     | 20,629표    | 69.18%     | 46,286표    | 1위  | 시비우 시장 당선 |
| 2004년 선거 | 시비우 시장       | -대  | 루마니아 독일인 민주포럼 | 88.69%     | 73,621표    |            |             | 1위  | 시비우 시장 당선 |
| 2008년 선거 | 시비우 시장       | -대  | 루마니아 독일인 민주포럼 | 83.26%     | 50,107표    |            |             | 1위  | 시비우 시장 당선 |
| 2012년 선거 | 시비우 시장       | -대  | 루마니아 독일인 민주포럼 | 77.89%     | 53,281표    |            |             | 1위  | 시비우 시장 당선 |
| 2014년 선거 | 루마니아의 대통령 | 6대  | 국민자유당               | 30.07%     | 2,881,406표 | 54.44%     | 6,288,769표 | 1위  |                  |
| 2019년 선거 | 루마니아의 대통령 | 6대  | 무소속                   | 37.82%     | 3,485,292표 | 65.88%     | 6,437,151표 | 1위  |                  |